# Station Holmes Chapel
Holmes Chapel is een spoorwegstation van National Rail in Holmes Chapel, Congleton in Engeland. Het station is eigendom van Network Rail en wordt beheerd door Northern Rail. 